# Backyard
Backyard är en låt framförd av Pebbles, inspelad till hennes andra studioalbum Always (1990). Dallas Austin skapade remixversionen "Straight Outta the Hood Version" som också användes till musikvideon. Den versionen byggde i stort på en sampling av "U.F.O" (1981) av musikgruppen ESG samt fem ytterligare samplingar, däribland "Here We Go (Live at the FunHouse)" (1985) av Run-DMC och "Bring the Noise" (1987) av Public Enemy.

## Bakgrund och utgivning
Den 3 mars var "Backyard" den tredje mest tillagda musiksingeln på R&B-radio (urban contemporary) efter Phil Perrys "Call Me" (1991) och "Whatever You Want" (1990) av Tony! Toni! Toné!. Följande vecka var "Backyard" den mest tillagda i R&B-radiostationers spellistor enligt Billboard Magazine.

## Komposition och textanalys
"Backyard" är en New jack swing-låt i upptempo som framförs tillsammans med rappgruppen Salt-N-Pepa. Dallas Austin skapade remixversionen "Straight Outta the Hood Version". Versionen innehöll sex olika samplingar – "U.F.O" (1981) av musikgruppen ESG, "Hobo Scratch" (1983) av Malcolm McLaren och World's Famous Supreme Team, "Fantastic Freaks at the Dixie" (1983) av DJ Grand Wizard Theodore och The Fantastic Five, "Aj Scratch" (1984) av Kurtis Blow, "Here We Go (Live at the FunHouse)" (1985) av Run-DMC samt "Bring the Noise" (1987) av Public Enemy.
Textmässigt har "Backyard" beskrivits som en uppföljare till Pebbles-låten "Girlfriend" (1987) som också skrevs av Babyface. I båda låtar kommer Pebbles med råd till sina väninnor. I "Backyard" sjunger hon om att hennes vänner måste se upp för kvinnor i närheten som försöker stjäla deras män, då det hänt henne. Som de flesta andra låtarna på Always var låttexten hämtad från en riktig händelse i Pebbles liv. Om bakgrunden till texten kommenterade hon: "[...] det sårade mig väldigt mycket. När man har en nära vän vill man kunna lita på den vännen och inte behöva kolla över axeln ifall denne flörtar med din man. Det är ju löjligt! Du litar på personen, ger den kläder, åker på shoppingturer och reser över hela världen och öppnar både hus och hem till denne. Och sen blir man trampad på. Det var väldigt, väldigt sårande." Hon inleder "Backyard" med verserna: "Do you get suspicious? Watch for the glances? You better take it from me". I refrängen fortsätter hon: "If you see somebody standing in your own backyard/ They're out to get your man, girl don't you let them in". Hon klargör: "'Cause when you snooze, you lose/ That's when they make their move/ They're out to take your man". Michele Johnson från webbplatsen Classic Rock History likställde låttexten med att få råd från en släkting eller nära vän. Hon kommenterade: "Om du känner dig osäker över din relation borde du lyssna på Pebbles råd. Texten kommer att kännas träffande. L.A. Reid och Babyface skrev en text där en kvinna räcker ut handen till sina systrar och varnar dem för ormar i bakgården. Textförfattarna vet hur man skriver en låt som kvinnor kan känna igen sig i."

## Mottagande

### Kritikers respons
I boken Allmusic Guide to Soul beskrev musikjournalisten Ed Hogan "Backyard" positivt som en "pepprande smash". J.D. Considine från The Baltimore Sun beskrev L.A. Reid och Babyface som USA:s västkusts svar på produktionsduon Jimmy Jam & Terry Lewis och Pebbles som deras Janet Jackson. Considine ansåg att Pebbles musik hade mera soul jämfört med Jacksons men fortsatte: "Trots detta så är det inget hinder för sångerskan att vara sylvass när hon måste - notera hur lätt hon håller takten med Salt-N-Pepa på 'Backyard' - och det resulterar i förföriskt subtil pop."
År 2021 rankade Stereo Williams från webbplatsen Rock the Bells "Backyard" på deras lista över Salt-N-Pepas bästa låtar. Williams lyfte även fram den som en av Pebbles bästa new jack swing-singlar i hennes karriär.

## Kommersiell respons
Den 13 april nådde "Backyard" topp-tjugo på Hot R&B Singles.

## Topplistor
| Lista (1991)                    | Topplacering |
| ------------------------------- | ------------ |
| Japan Japan Hot 100 (Billboard) | 73           |
| USA Billboard Hot 100           | 73           |
| USA Hot R&B Singles (Billboard) | 4            |

| Lista (1991)                     | Topplacering |
| -------------------------------- | ------------ |
| USA Urban Top 100 (Gavin Report) | 63           |